# Skok (prezime)
Skok je slovensko i hrvatsko prezime, koje se najčešće pojavljuje u Zagrebu, Varaždinu, Ravnoj Gori i u Jastrebarskom.

## Osobe s prezimenomSkok
- Joža Skok (1931. – 2017.), hrvatski povjesničar književnosti, kritičar, antologičar, književni esejist
- Matevž Skok (rođ. 1986.), slovenski rukometni vratar
- Petar Skok (1881. – 1956.), hrvatski jezikoslovac